# Benno-Ohnesorg-Brücke

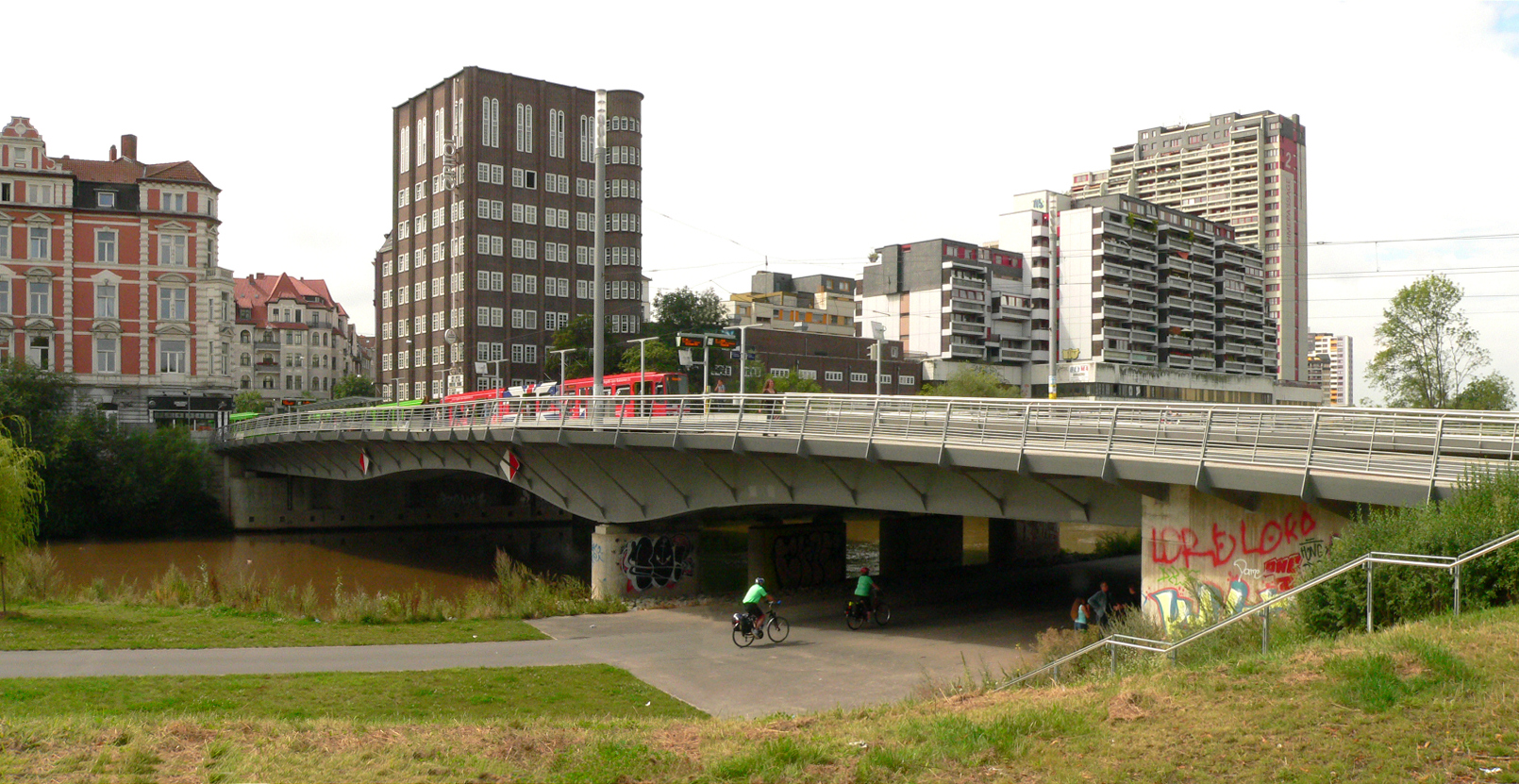
Benno-Ohnesorg-Brücke nach ihrer Erneuerung von 2008–2013

Die Benno-Ohnesorg-Brücke ist eine Straßenbrücke über die Ihme in Hannover. Das Bauwerk verbindet die Calenberger Neustadt an der Ecke Gustav-Bratke-Allee, Humboldtstraße und Adolfstraße mit dem Stadtteil Linden-Mitte und dem dortigen Straßennetz am Schwarzen Bär, insbesondere der Deisterstraße und der Blumenauer Straße. Sie steht an Stelle der vermutlich ältesten und jahrhundertelang einzigen Brückenverbindung nach Linden und weiter ins Calenberger Land.

## Geschichte

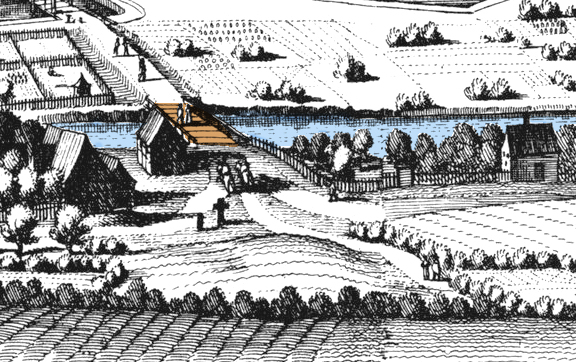
Blick von Linden zur Holzbrücke nach Hannover auf dem Kupferstich von Merian nach Conrad Buno von 1654 (nachträglich koloriert)

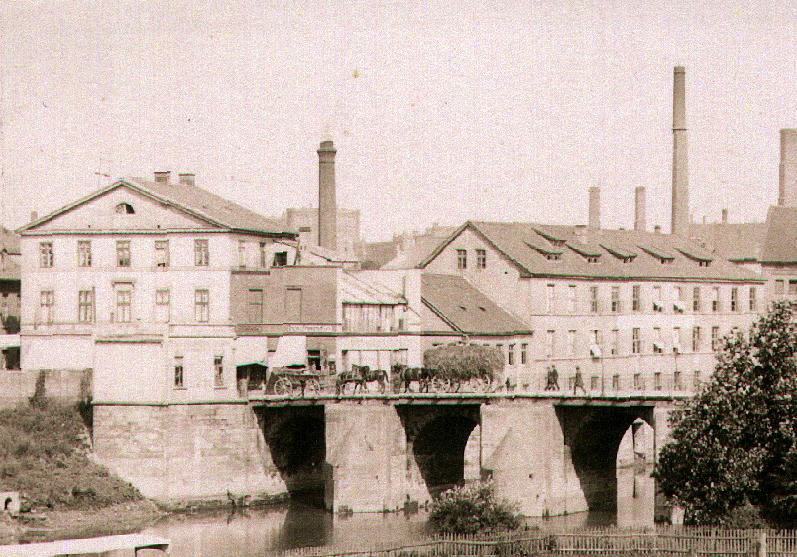
Links die von Laves in Linden erbaute klassizistische Villa an der alten Ihmebrücke; rechts die Mechanische Weberei an Stelle des späteren Ihmezentrums, 1890

Blick von der „Ihmenbrücke“ mit dem Haus der Lohgerberei Söhlmann (links) und den Schornsteinen der Industrialisierung am Glocksee-Ufer;
Ansichtskarte Nr. 128, sogenannte Mondscheinkarte von Friedrich Astholz junior

Bau der ehemaligen Ihmebrücke um 1910 durch die Firma W. Dieterich, Fabrik für Brückenbau und Eisenkonstruktionen, im Hintergrund die Gebäude am Schwarzen Bären

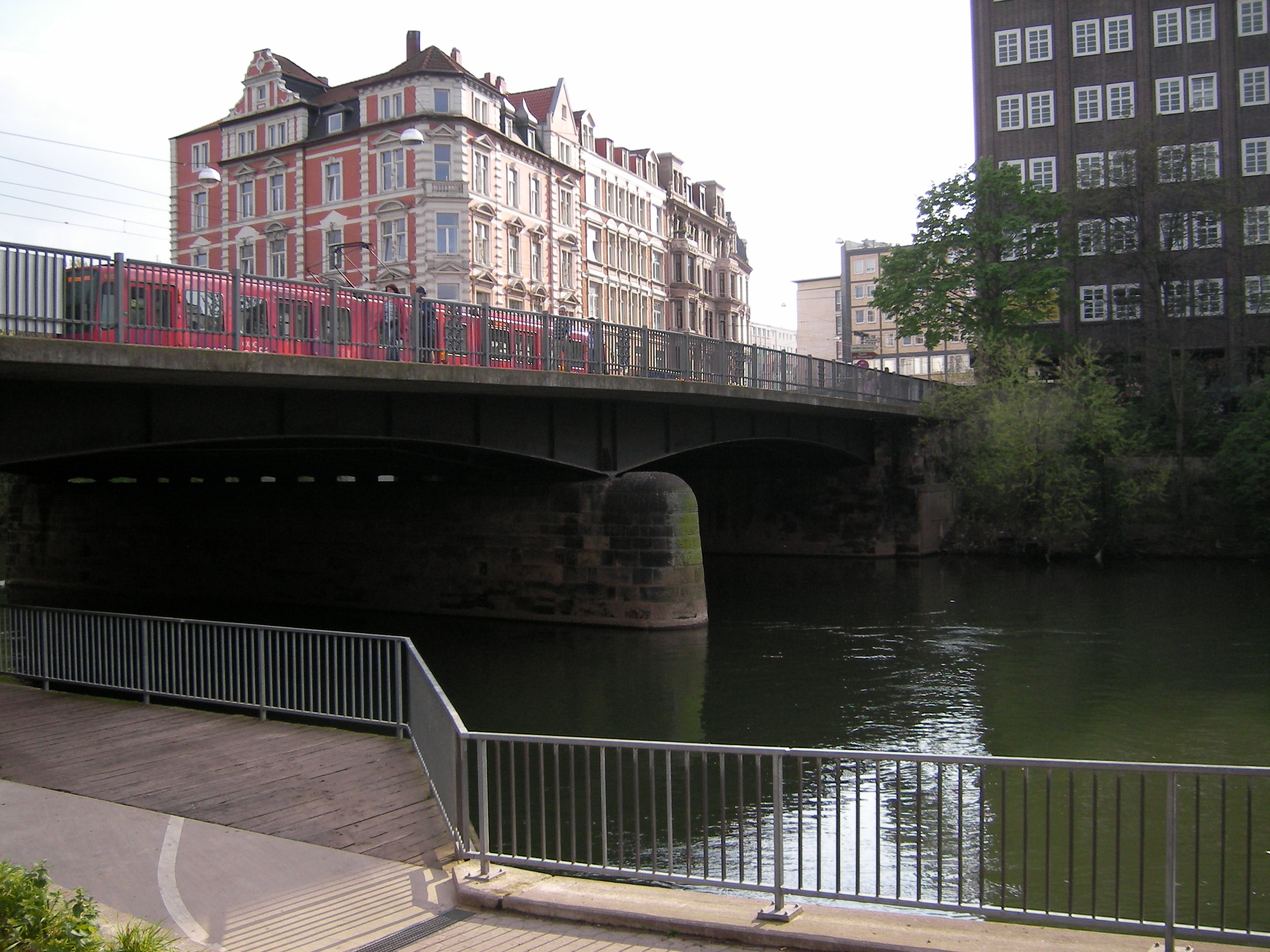
Blick vom Peter-Fechter-Ufer auf die Brücke vor ihrer Erneuerung ab 2008, obenauf ein Stadtbahn-Zug

Zur Zeit des Fürstentums Calenberg erbauten der Zimmermann Hans Behnsen und der Maurermeister Hans Behre im Jahr 1603 eine hölzerne Brücke über die Ihme. Dies erfolgte „wohl“ an der Stelle älterer Vorgänger, bereits 1493 soll eine Brücke an dieser Stelle erstmals schriftlich erwähnt worden sein. Die Wassermengen der Ihme waren zu diesem Zeitpunkt bereits durch den im Jahr 1449 erstmals erwähnten Schnellen Graben stark vermehrt worden. Die Brücke war auch noch nach dem Dreißigjährigen Krieg 1654 auf einem Kupferstich von Merian nach Conrad Buno zu sehen. Nachdem Eisgang die Holzkonstruktion 1658 zerstört hatte, errichtete man eine Notbrücke, die zur Zeit des Kurfürstentums Hannover in den Jahren von 1696 bis 1698 durch eine steinerne gewölbte Brücke auf vier Strompfeilern ersetzt wurde. Mit der Planung und dem Bau der 14 Meter langen und zehn Meter breiten Steinbrücke wurde der Mechanikus Georg Sigismund Schmid 1695 beauftragt.
Anfang des 19. Jahrhunderts, in den ersten Jahren des Königreichs Hannover, erbaute sich der als Stadtplaner Hannovers eingestellte Hofarchitekt Georg Ludwig Friedrich Laves von 1819 bis 1822 sein erstes eigenes, klassizistisches Wohnhaus direkt an der Ihmebrücke. Es entstand auf einem Grundstück, das er von dem Fabrikanten Georg Egestorff erworben hatte. Laves wohnte vor dem Beginn der Industrialisierung unmittelbar am Eingang von Linden, dem seinerzeit „schönsten Dorf“ des Königreichs.
Dem bald „größten Dorf Preußens“ waren nach der Ausrufung des Deutschen Kaiserreichs im Jahr 1885 die Stadtrechte verliehen worden. Doch das weiter anwachsende Verkehrsaufkommen auf der Ihmebrücke bis in diese Gründerzeit wurde erstmals 1890 durch eine zweite Ihmeüberquerung entlastet; der 1890 nahe dem Küchengarten erbauten Spinnereibrücke.
Knapp zwei Jahrzehnte später beschädigte das Hochwasser von 1909 die Ihmebrücke so schwer, so dass diese abgebrochen und 1910 bis 1912 durch einen Neubau ersetzt wurde; einen 46 Meter langen Stahlverbundbau als zweifeldige Brücke mit einem Pfeiler in der Flussmitte. Diese Bauweise war eine der Ursachen für die schlimmste Hochwasserkatastrophe in der Geschichte Hannovers, die sich unmittelbar nach dem Zweiten Weltkrieg ereignete.  Beim Leinehochwassr von 1946 als Teil des Weserhochwassers 1946 waren 700.000 Benzinkanister der Britischen Besatzungstruppen vom nahegelegenen Schützenplatz zu den Engstellen an der Ihme- und „der Glockseebrücke“ geschwemmt worden. Nicht zuletzt der in der Flussmitte aufgestellte Pfeiler der Ihmebrücke versperrte den treibenden Kanistern nun den Weg. Der Wasserstand stieg bis zu drei Meter, in den oftmals ohnehin schon durch die Luftangriffe auf Hannover zerstörten Straßenzügen, an. Die Hochwasserkatastrophe von 1946 kostete drei Menschen das Leben, richtete „riesige Sachschäden“ an – und war allein im Stadtarchiv Hannover dafür verantwortlich, dass die „Überlieferung der Stadtgeschichte des 19. Jahrhunderts zu 80 % verloren“ ging.
Anfang der 1970er Jahre wurde die Fahrfläche für den Betrieb der neuen Stadtbahn erstmals verbreitert. 1992 wurde die Ihmebrücke in Benno-Ohnesorg-Brücke zum Gedenken an den während der westdeutschen Studentenbewegung der 1960er Jahre von einem Polizisten, Stasi IM und SED-Mitglied erschossenen Hannoveraner Benno Ohnesorg umbenannt.
Aufgrund des im Jahre 2005 erlassenen Hochwasserschutzgesetzes wurde von 2008 bis 2013 ein 67 Meter langer, breiterer Neubau der Benno-Ohnesorg-Brücke an Stelle der zuvor denkmalgeschützten Brücke errichtet. Die Bauweise war die gleiche wie zuvor, jedoch wurde der tragende Pfeiler nun an das östliche Flussufer gesetzt. Außerdem wurde der Brückenbau aus Stahlträgern der Zwickauer Sonderstahlbau GmbH nach den Plänen des Architektenbüros Schulitz und Partner  mit seitlich geschwungenen Formen ausgeführt – ähnlich wie die Ufer der Ihme. Auf der Brücke wurde zudem der Hochbahnsteig Schwarzer Bär der Stadtbahn errichtet.

## Medienberichte
- Rüdiger Meise: Ihme-Querung in Linden / Neue Benno-Ohnesorg-Brücke in Hannover nimmt Gestalt an. In: Hannoversche Allgemeine Zeitung. (HAZ), 19. Mai 2011. (online zuletzt abgerufen am 4. Juli 2014)